# IrAero
IrAero – rosyjska linia lotnicza z siedzibą w Irkucku.

## Flota
Flota IrAero
- 4 An-24
- 9 An-26